# Пфаффенгофен-ан-дер-Ільм (район)
Пфаффенгофен-ан-дер-Ільм (нім. Pfaffenhofen an der Ilm) — район у Німеччині, у складі округу Верхня Баварія федеральної землі Баварія. Адміністративний центр — місто Пфаффенгофен-ан-дер-Ільм.

## Населення
Населення району становить 129 128 осіб (станом на 31 грудня 2020).

## Адміністративний поділ
Район складається з 3 міст (нім. Städte), 4 торговельних громад (нім. Märkte) та 12 громад (нім. Gemeinden):
| Міста 1. Гайзенфельд (11520) 2. Пфаффенгофен-ан-дер-Ільм (26272) 3. Фобург-ан-дер-Донау (8541) Об'єднання громад 1. Гайзенфельд (Ернсгаден та місто Гайзенфельд) 2. Ільммюнстер (Геттенсгаузен та Ільммюнстер) 3. Райхертсгофен (Пернбах та Райхертсгофен) Торговельні громади 1. Вольнцах (11704) 2. Гоенварт (4764) 3. Манхінг (12790) 4. Райхертсгофен (8331) | Громади 1. Баар-Ебенгаузен (5541) 2. Герольсбах (3685) 3. Геттенсгаузен (2143) 4. Ернсгаден (1716) 5. Єтцендорф (3150) 6. Ільммюнстер (2252) 7. Мюнксмюнстер (3081) 8. Пернбах (2173) 9. Райхертсгаузен (5095) 10. Рорбах (6108) 11. Шаєрн (4877) 12. Швайтенкірхен (5385) |

Дані про населення наведені станом на 31 грудня 2020.